# Kuzlovec
Kuzlovec je povirni pritok reke Gradaščice, ki izvira v Polhograjskem hribovju, zahodno od Ljubljane. Sodi v porečje Ljubljanice.